# Hipparion

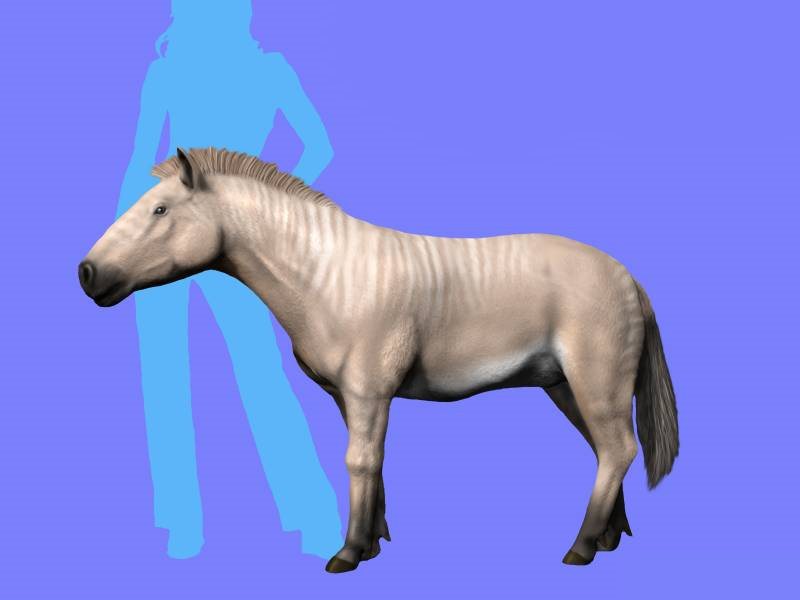
Rekonstruktion

Hipparion är ett utdött släkte av hästdjur som levde i Nordamerika, Asien, Europa och Afrika under cirka 22 miljoner år fram till cirka 750 000 år före nu under Miocen, Pliocen och Pleistocen.